# Tärsjön
Tärsjön är en sjö i Ragunda kommun i Jämtland och ingår i Ångermanälvens huvudavrinningsområde. Sjön har en area på 0,149 kvadratkilometer och ligger 443,1 meter över havet. Sjön avvattnas av vattendraget Kälån.

## Delavrinningsområde
Tärsjön ingår i det delavrinningsområde (700550-154224) som SMHI kallar för Ovan Kälån. Medelhöjden är 386 meter över havet och ytan är 15,81 kvadratkilometer. Det finns inga avrinningsområden uppströms utan avrinningsområdet är högsta punkten. Kälån som avvattnar avrinningsområdet har biflödesordning 5, vilket innebär att vattnet flödar genom totalt 5 vattendrag innan det når havet efter 91 kilometer. Avrinningsområdet består mestadels av skog (82 procent) och sankmarker (13 procent). Avrinningsområdet har 0,15 kvadratkilometer vattenytor vilket ger det en sjöprocent på 0,9 procent.